# Coudray-au-Perche
Coudray-au-Perche ist eine französische Gemeinde mit 364 Einwohnern (Stand: 1. Januar 2022) im Département Eure-et-Loir in der Region Centre-Val de Loire; sie gehört zum Arrondissement Nogent-le-Rotrou und zum Kanton Brou. 

## Geographie
Coudray-au-Perche liegt etwa 49 Kilometer westsüdwestlich von Chartres in  Landschaft Perche. Das Gemeindegebiet wird vom Flüsschen Rhône durchquert, das zur Huisne entwässert. Umgeben wird Coudray-au-Perche von den Nachbargemeinden Souancé-au-Perche im Norden, Vichères im Nordosten, Béthonvilliers im Osten, Authon-du-Perche im Südosten und Süden, Saint-Bomer im Südwesten sowie Les Étilleux im Westen.

## Bevölkerungsentwicklung
| Jahr                       | 1962 | 1968 | 1975 | 1982 | 1990 | 1999 | 2006 | 2013 | 2020 |
| Einwohner                  | 376  | 339  | 283  | 253  | 276  | 328  | 374  | 368  | 366  |
| Quellen: Cassini und INSEE |      |      |      |      |      |      |      |      |      |

## Sehenswürdigkeiten
- Kirche Saint-Pierre aus dem 12. Jahrhundert
- Schloss Montgraham
- Herrenhaus von Courcelles
- Herrenhaus Les Basses-Loges, 1616 erbaut